# Tianyuan
Il Tianyuan (天元S, Tiān YuánP) è uno dei principali tornei professionistici di go della Cina.

## Descrizione
Il torneo è l'equivalente cinese del Tengen giapponese e del Chunwon coreano, infatti le tre parole hanno lo stesso significato: "Origine del cielo" ed è un termine utilizzato anche per indicare il punto centrale del goban. Tra il 1988 e il 2002, il vincitore del Tianyuan ha affrontato il vincitore del Tengen nel Tengen Cina-Giappone; similmente, tra il 1997 e il 2015 si è disputato il Tengen Cina-Corea, in cui il vincitore del Tianyuan ha affrontato il vincitore del Chunwon coreano.
La competizione prevede un torneo a eliminazione diretta tra 32 giocatori, con il vincitore che ottiene il diritto di sfidare il campione in carica in un incontro finale al meglio delle tre partite. Nell'edizione 2023, il vincitore ottiene 400,000 RMB e il finalista 200,000 (€51.000 e €25.000 circa rispettivamente). Il torneo è organizzato dall'Associazione cinese di go ed è sponsorizzato dallo Xinmin Po e dal New People's Weiqi Monthly Magazine.

## Albo d'oro
| Edizioni | Anno | Vincitore     | Punteggio | Finalista     |
| -------- | ---- | ------------- | --------- | ------------- |
| 1        | 1987 | Ma Xiaochun   | 2–1       | Nie Weiping   |
| 2        | 1988 | Liu Xiaoguang | 3–2       | Ma Xiaochun   |
| 3        | 1989 | Liu Xiaoguang | 3–2       | Jiang Zhujiu  |
| 4        | 1990 | Liu Xiaoguang | 3–2       | Qian Yuping   |
| 5        | 1991 | Nie Weiping   | 3–0       | Liu Xiaoguang |
| 6        | 1992 | Nie Weiping   | 3–1       | Ma Xiaochun   |
| 7        | 1993 | Liu Xiaoguang | 3–1       | Nie Weiping   |
| 8        | 1994 | Ma Xiaochun   | 3–0       | Liu Xiaoguang |
| 9        | 1995 | Ma Xiaochun   | 3–1       | Nie Weiping   |
| 10       | 1996 | Ma Xiaochun   | 3–1       | Liu Xiaoguang |
| 11       | 1997 | Chang Hao     | 3–1       | Ma Xiaochun   |
| 12       | 1998 | Chang Hao     | 3–2       | Wang Lei      |
| 13       | 1999 | Chang Hao     | 3–1       | Liu Xiaoguang |
| 14       | 2000 | Chang Hao     | 3–1       | Dong Yan      |
| 15       | 2001 | Chang Hao     | 3–0       | Ding Wei      |
| 16       | 2002 | Huang Yizhong | 2-0       | Chang Hao     |
| 17       | 2003 | Gu Li         | 2–1       | Huang Yizhong |
| 18       | 2004 | Gu Li         | 2–0       | Xie He        |
| 19       | 2005 | Gu Li         | 2–1       | Zhou Heyang   |
| 20       | 2006 | Gu Li         | 2-1       | Zhou Ruiyang  |
| 21       | 2007 | Gu Li         | 2-1       | Liu Shizhen   |
| 22       | 2008 | Gu Li         | 2-1       | Zhou Heyang   |
| 23       | 2009 | Chen Yaoye    | 2–0       | Gu Li         |
| 24       | 2010 | Chen Yaoye    | 2-1       | Gu Li         |
| 25       | 2011 | Chen Yaoye    | 2–0       | Zhou Hexi     |
| 26       | 2012 | Chen Yaoye    | 2–0       | Zhou Hexi     |
| 27       | 2013 | Chen Yaoye    | 2–0       | Gu Lingyi     |
| 28       | 2014 | Chen Yaoye    | 2–1       | Ke Jie        |
| 29       | 2015 | Chen Yaoye    | 2–0       | Mi Yuting     |
| 30       | 2016 | Chen Yaoye    | 2–0       | Tang Weixing  |
| 31       | 2017 | Lian Xiao     | 2-0       | Chen Yaoye    |
| 32       | 2018 | Lian Xiao     | 2-1       | Xie Ke        |
| 33       | 2019 | Lian Xiao     | 2-1       | Fan Yunruo    |
| 34       | 2020 | Yang Dingxin  | 2-1       | Lian Xiao     |
| 35       | 2021 | Gu Zihao      | 2-1       | Yang Dingxin  |
| 36       | 2022 | Mi Yuting     | 2–1       | Gu Zihao      |
| 37       | 2023 | Mi Yuting     | 2–0       | Dang Yifei    |
| 38       | 2024 | Lian Xiao     | 2–1       | Mi Yuting     |
| 39       | 2025 | Wang Xinghao  | 2–0       | Lian Xiao     |